# Esquirol llistat fosc
L'esquirol llistat fosc (Funambulus sublineatus) és una espècie de rosegador de la família dels esciúrids. Viu al sud de l'Índia i Sri Lanka. Els seus hàbitats naturals són les ribes dels rius (especialment joncars) dins de boscos perennifolis tropicals i boscos caducifolis humits. Està amenaçat per la degradació del seu entorn natural per la tala d'arbres i els incendis forestals. Algunes poblacions estan afectades per la fragmentació dels boscos on viuen.